# 多拉司瓊
多拉司瓊（英語：dolasetron）以商品名稱Anzemet於市面銷售。它是一種血清素5-HT3拮抗劑（亦稱5-HT3受體拮抗劑），用於治療個體於接受化學治療後發生的噁心和嘔吐（簡稱CINV），也用於預防和治療術後噁心和嘔吐（簡稱PONV) 。其主要作用是減少迷走神經的活動，迷走神經有活化延腦嘔吐中樞的作用。當症狀是由暈動病引起時，此藥物則無太大的止吐作用。藥物對多巴胺受體或毒蕈鹼型乙醯膽鹼受體不發生作用。
多拉司瓊在人體內停留時間較長，分解緩慢。通常每天使用一劑或兩劑，藥物作用可持續4至9小時。給藥方式為靜脈注射或是口服。多拉司瓊通過多種途徑從人體排除 - 肝臟產生的代謝物有三分之二經由腎臟（尿液）排除，及三分之一經由糞便排除。
此藥物於1986年取得專利，並於2002年獲准用於醫療用途。它已被納入世界衛生組織基本藥物標準清單之中。

## 醫療用途
- 化療引起的噁心和嘔吐（CINV）、
  - 5-HT3拮抗劑是用於治療和預防CINV的主要藥物。多數是在開始化療前前約30分鐘經由靜脈注射給藥、
- 術後（英语：Postoperative nausea and vomiting）（PONV）和放射治療後噁心和嘔吐、
- 可治療因急性或慢性疾病或急性腸胃炎引起的噁心和嘔吐、
- 多拉司瓊在治療CINV方面有一定應用，但與阿瑞匹坦聯合使用的臨床試驗數據較為有限，無法充分評估其療效和安全性、
- 此藥物有時也在獸醫藥物中作為狗和貓的的止吐藥。

## 不良影響
一般而言，5-HT3拮抗劑（含多拉司瓊）是人體耐受性良好的藥物，副作用很少。最常見的副作用有頭痛、頭暈和便秘。QT間期也可能會被延長。尚無與使用此藥物有顯著的藥物交互作用報告。多拉司瓊於人體內受到肝臟細胞色素P450系統分解，不會明顯影響其他靠肝臟處理的藥物。
5HT3拮抗劑是治療CINV的主要藥物，常與其他藥物（如皮質類固醇和NK1受體拮抗劑 - 阿瑞匹坦）合併使用，用於治療遲發性CINV。
美國食品藥物管理局（FDA）發佈一份藥物通報，指出注射劑型多拉司瓊不應再用於成人或兒童CINV患者。注射多拉司瓊會增加尖端扭轉型心室心搏過速的風險，這是一種可能致命的心律不整。患有潛在心臟病，或有心率或心律問題的患者會面臨更高的風險。根據FDA的指南，較低劑量的多拉司瓊注射劑仍可用於預防和治療術後噁心和嘔吐。雖然仍可使用口服形式的多拉司瓊於CINV及PONV，但FDA要求在藥物標籤上加註潛在風險的說明。。此外，對於老年患者以及患有心臟衰竭、心率緩慢、潛在心臟病和腎功能不全的患者，使用該藥物時需進行心電圖監測。使用藥物之前應檢測血液中鉀和鎂含量，如有異常，應先糾正。

## 特定群體

### 母乳哺育時期
關於多拉司瓊在母乳哺育期間使用對於嬰兒的影響尚缺乏相關資訊，在有更多數據之前，在哺乳期間使用此藥物應予謹慎，或得優先考慮使用其他藥物。

### 年長者
對於老年患者，使用此藥物時需進行心電圖監測。使用藥物之前應檢測血液中鉀和鎂含量，如有異常，應予糾正。

### 人體代謝速率差異
人體的CYP2D6（細胞色素P450 2D6）基因變異會影響藥物在人體的代謝速度。此項基因系統負責大約25%化合物的代謝，這種多態性在某些情況下會產生深遠的臨床影響。目前醫界已鑑定出超過90種不同的等位基因。根據對化合物的代謝速率，可將等位基因攜帶者分類為廣泛代謝者（野生型）、弱代謝者、中間代謝者或超快速代謝者。通常是高達10%的白人，但低於2%的亞洲人和非洲裔美國人，表現出弱代謝者表型。高達20%的某些全球人群表現出超快速代謝者表型。這些變異會影響它們代謝藥物的功效。例如多拉司瓊在弱代謝者人群中可能會有增加的活性和作用時間，但在超快速代謝者人群中可能會顯著降低功效。這些多態性也可能影響多拉司瓊的不良反應，因為這些反應與使用者血清水解多拉司瓊水平有直接關聯。

## 禁忌症
由於當5HT3拮抗劑與阿樸嗎啡（多巴胺受體激動劑，主要用於治療帕金森氏症）合用時，曾報告出現嚴重低血壓和意識喪失。此外，多拉司瓊與阿樸嗎啡共同使用，可能會引起QT間隔延長。因此禁止兩者共用。

## 交互作用
多拉司瓊具引發嚴重心律不整的風險。 若個體同時使用其他用於治療感染、氣喘、心臟疾病、高血壓、憂鬱症、精神疾病、癌症、瘧疾或愛滋病等藥物，此風險可能會增加。

## 開發歷史
多拉司瓊是由法國馬里昂梅勒道研究所（French Marion Merrell Dow (MMD) institute）研發，並於1988年和1990年分別取得歐洲和美國專利。這是一種5-HT3受體拮抗劑，相關研究成果於1989年發表。隨後，赫斯特公司和亞培公司接手開發，於1998年將其成功引入商業市場。

## 延伸閱讀
- Katzung BG.  9th. Lange Medical Books/McGraw Hill. 2004. ISBN 0-07-141092-9.